# Улица Антонова-Овсеенко (Санкт-Петербург)
Улица Анто́нова-Овсе́енко — улица в Невском районе Санкт-Петербурга. Проходит от Дальневосточного проспекта до проспекта Большевиков. Движение двухполосное в обе стороны.

## История
Магистраль получила своё имя 26 января 1970 года в честь революционера и государственного деятеля Владимира Александровича Антонова-Овсеенко.
Нечётная сторона улицы застроена жилыми домами, по чётной стороне расположен парк Строителей. На территории парка велось строительство православного храма святого Петра в 2005—2010 годах, а также бассейна «Газпрома» в 2007—2009 годах.

## Пересечения
Улица Антонова-Овсеннко пересекает следующие улицы:
- Дальневосточный проспект
- Искровский проспект
- проспект Большевиков

## Транспорт
Ближайшая к улице Антонова-Овсеенко станция метро — «Улица Дыбенко».

## Объекты
- Центральный государственный архив
- спортивно-оздоровительный комплекс «Газпром»
- парк Строителей
- храм святого Первоверховного апостола Петра
- гипермаркет «О’Кей»